# Mór Than

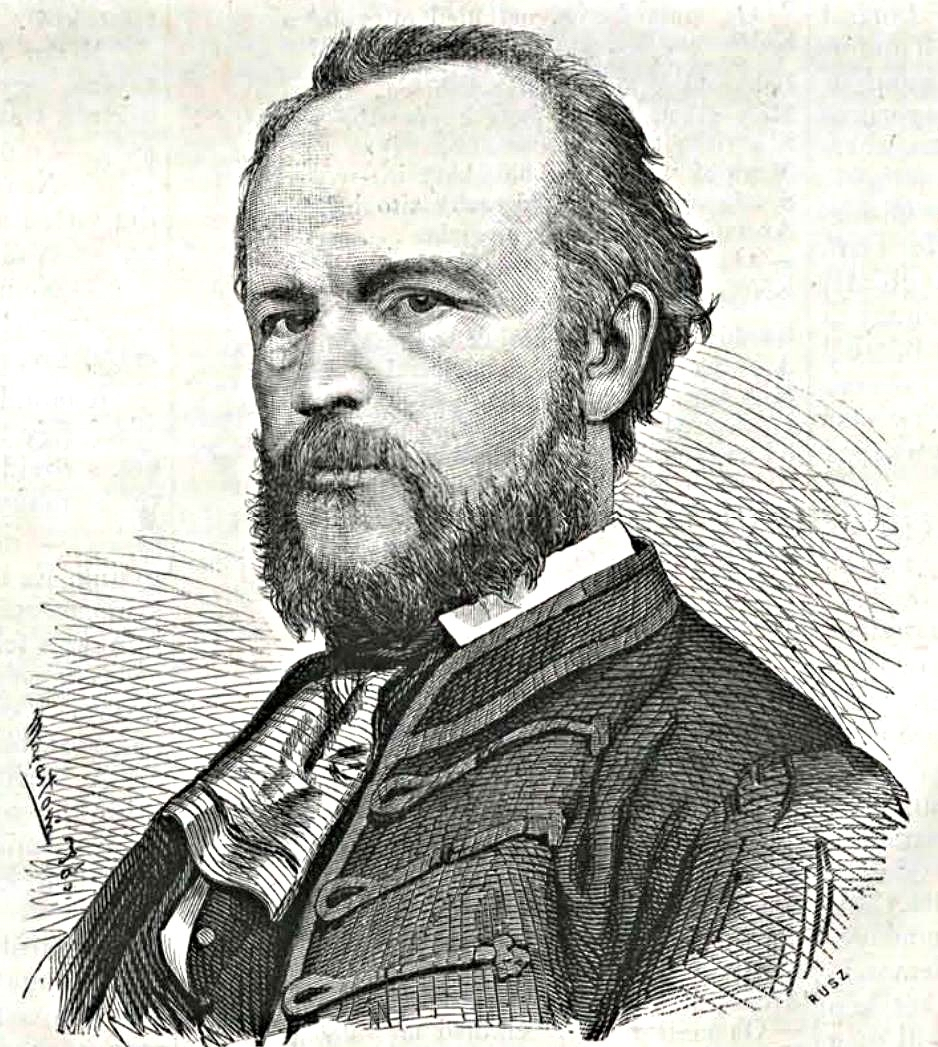
Retrato de Mor Than.

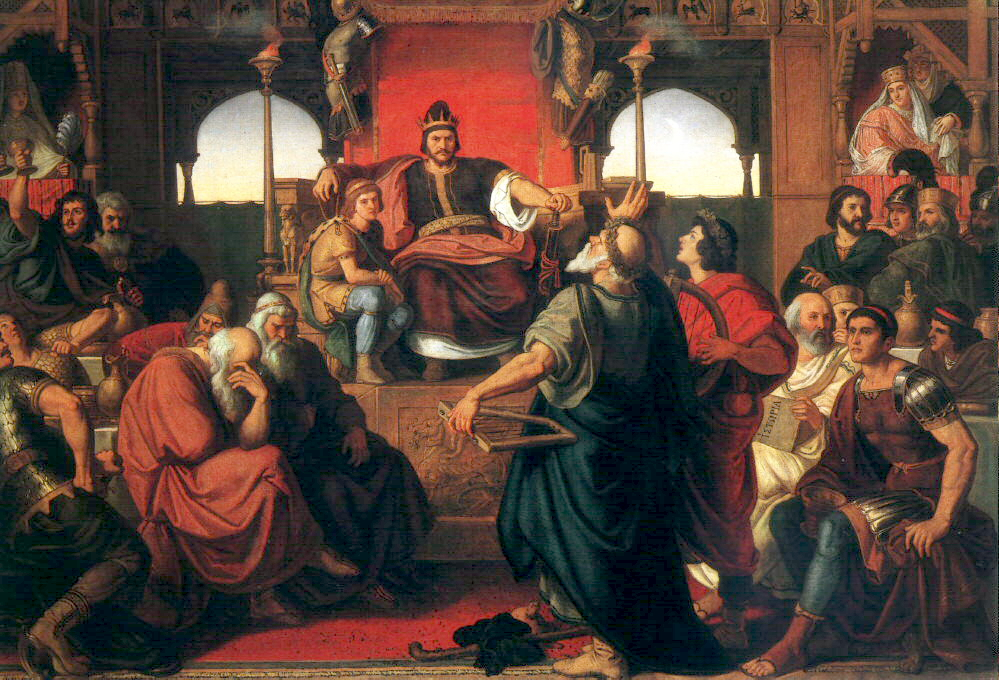
La fiesta de Atila

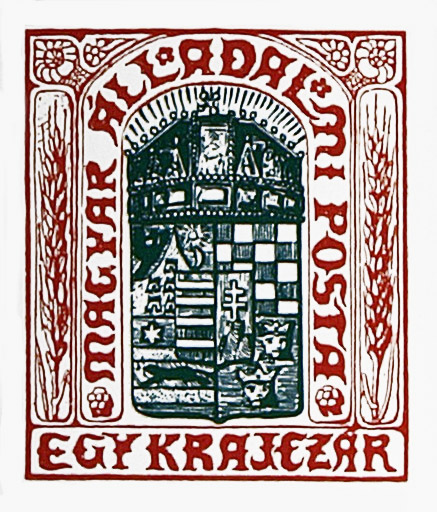
Sello de correos húngaro diseñado por Mór Than, 1848

Mór Than (Óbecse/Bečej, 1828  – Trieste, Italia, 1899) fue un pintor húngaro. Fue educado en Italia y en Viena dadas sus facultades y estilo similares a las de famosos pintores de su tierra natal. Trabajó en un estilo realista preimpresionista. Sus temas eran mayormente eventos históricos y retratos, así como temas fantásticos o mitológicos. Sus frescos decoran prominentes edificios públicos en Budapest .
Mór Than diseñó también el primer sello de correos húngaro en 1848. El dibujo se muestra en la parte izquierda. De todas maneras, la estampilla se dejó de imprimir desde 1849, cuando Hungría perdió su independencia y se transformó en una provincia del Imperio austríaco.
- Datos: Q728712
- Multimedia: Mór Than / Q728712